# Nationalliga A (Handball) 2005/06
Die Spielzeit 2005/06 war die 57. reguläre Spielzeit der Schweizer Nationalliga A im Handball der Männer.
Die Schweizer Nationalmannschaft nahm zu Testzwecken unter dem Namen «Schweiz Espoirs» teilweise am Ligabetrieb teil. Sie spielte ausser Konkurrenz.

## Modus
Gespielt wurde von den 8 Teams eine 3,5-fachrunde (+1 Spiel gegen «Schweiz Espoirs») zu je 25 Spielen.
Die besten vier Teams der Hauptrunde ermittelten den Schweizer Meister im Playoff-Stil. Die Halbfinals und der Final wurden nach dem Modus Best-of-Five gespielt. Die Verlierer spielten in einer Platzierungsrunde um die Ränge 3 und 4.
Die anderen vier Mannschaften aus der Hauptrunde spielten die Playouts. Die Sieger der ersten Playoutrunde spielten um die Ränge 5 und 6. Die Verlierer der ersten Playoutrunde spielten mit den ersten zwei der Nationalliga B eine Auf-/Abstiegsrunde.

## Hauptrunde

### Rangliste
| Pl. |  | Verein                         | Sp. | S  | U | N  | Tore      | Diff. | Punkte  |
| --- |  | ------------------------------ | --- | -- | - | -- | --------- | ----- | ------- |
| 1.  |  | Grasshopper Club Zürich        | 25  | 20 | 0 | 5  | 0755:6630 | +92   | 040:100 |
| 2.  |  | Kadetten Schaffhausen (M) (SC) | 25  | 17 | 3 | 5  | 0727:6230 | +104  | 037:130 |
| 3.  |  | Wacker Thun (C)                | 25  | 15 | 1 | 9  | 0718:6840 | +34   | 031:190 |
| 4.  |  | TSV St. Otmar St. Gallen       | 25  | 13 | 2 | 10 | 0691:6650 | +26   | 028:220 |
| 5.  |  | BSV Bern Muri                  | 25  | 10 | 1 | 14 | 0684:7200 | −36   | 021:290 |
| 6.  |  | SG Zentralschweiz              | 25  | 9  | 2 | 14 | 0723:7430 | −20   | 020:300 |
| 7.  |  | Pfadi Winterthur               | 25  | 7  | 1 | 17 | 0640:7330 | −93   | 015:350 |
| 8.  |  | TV Suhr                        | 25  | 6  | 1 | 18 | 0655:7410 | −86   | 013:370 |
| 9.  |  | Schweiz Espoirs                | 8   | 1  | 1 | 6  | 0199:2200 | −21   | 03:130  |

Stand: 19. Oktober 2017
| Zum Hauptrundenende 2005/06:                   |                                                  |
|                                                |                                                  |
|                                                | Qualifiziert für die Playoffs                    |
|                                                | Playouts                                         |
|                                                |                                                  |
| Zum Saisonende 2004/05:                        |                                                  |
| (M)                                            | Schweizer Meister 2004/05: Kadetten Schaffhausen |
| (C)                                            | Cup-Sieger 2004/05: Wacker Thun                  |
| (SC)                                           | SuperCup-Sieger 2004/05: Kadetten Schaffhausen   |
| kein Aufsteiger aus der Nationalliga B 2004/05 |                                                  |

### Torschützenliste
| Pl. | Spieler           | Tore | Schnitt | Mannschaft               |
| --- | ----------------- | ---- | ------- | ------------------------ |
| 01. | Edin Basic        | 240  | 8,3     | TV Suhr                  |
| 02. | Radoslav Antl     | 201  | 6,1     | Grasshopper Club Zürich  |
| 03. | Benjamin Echaud   | 196  | 6,1     | BSV Bern Muri            |
| 04. | Martin Engeler    | 190  | 6,8     | TSV St. Otmar St. Gallen |
| 05. | Marco Kurth       | 167  | 5,6     | Pfadi Winterthur         |
| 06. | Jörn Ilper        | 167  | 5,1     | SG Zentralschweiz        |
| 07. | Aliaksei Usik     | 166  | 5,9     | TSV St. Otmar St. Gallen |
| 08. | David Staudenmann | 146  | 4,7     | BSV Bern Muri            |
| 09. | Augustas Strazdas | 144  | 4,5     | SG Zentralschweiz        |
| 10. | Thomas Zimmermann | 142  | 4,3     | SG Zentralschweiz        |

### Zuschauertabelle
|                      | Verein                   | Zuschauer | pro Spiel |
| -------------------- | ------------------------ | --------- | --------- |
| 1.                   | TSV St. Otmar St. Gallen | 16'600    | 1037      |
| 2.                   | Kadetten Schaffhausen    | 18'295    | 1016      |
| 3.                   | Wacker Thun              | 11'100    | 0693      |
| 4.                   | Grasshopper Club Zürich  | 09'100    | 0535      |
| 5.                   | Pfadi Winterthur         | 06'830    | 0455      |
| 6.                   | TV Suhr                  | 06'700    | 0446      |
| 7.                   | SG Zentralschweiz        | 07'574    | 0445      |
| 8.                   | BSV Bern Muri            | 07'700    | 0427      |
| Gesamt               | Gesamt                   | 83'899    | 0636      |
| Stand: 29. Juli 2017 |                          |           |           |

## Playouts

### Playout-Baum
|  | Playout | Playout           | Playout |  |  | Platzierungsrunde | Platzierungsrunde | Platzierungsrunde |
|  |         |                   |         |  |  |                   |                   |                   |
|  |         |                   |         |  |  |                   |                   |                   |
|  | 5       | BSV Bern Muri     | 3       |  |  |                   |                   |                   |
|  | 8       | TV Suhr           | 2       |  |  |                   |                   |                   |
|  |         |                   |         |  |  | 5                 | BSV Bern Muri     | 3                 |
|  |         |                   |         |  |  | 6                 | SG Zentralschweiz | 0                 |
|  | 6       | SG Zentralschweiz | 3       |  |  |                   |                   |                   |
|  | 7       | Pfadi Winterthur  | 2       |  |  |                   |                   |                   |
|  |         |                   |         |  |  |                   |                   |                   |

### Playouts
Modus war Best-of-Five
|                   |   |                  | Serie | 1     | 2     | 3     | 4     | 5     |
| ----------------- | - | ---------------- | ----- | ----- | ----- | ----- | ----- | ----- |
| BSV Bern Muri     | – | TV Suhr          | 3:2   | 27:22 | 25:31 | 23:22 | 24:30 | 24:21 |
| SG Zentralschweiz | – | Pfadi Winterthur | 3:2   | 25:27 | 26:23 | 35:29 | 25:33 | 36:28 |

### Spiel um Platz 5/6
Modus war Best-of-Five
|                   |   |               | Serie | 1     | 2     | 3     | 4 | 5 |
| ----------------- | - | ------------- | ----- | ----- | ----- | ----- | - | - |
| SG Zentralschweiz | – | BSV Bern Muri | 3:0   | 32:36 | 39:31 | 34:32 | – | – |

### Auf-/Abstiegsrunde
| Pl. |  | Verein           | Sp. | S | U | N | Tore      | Diff. | Punkte |
| --- |  | ---------------- | --- | - | - | - | --------- | ----- | ------ |
| 1.  |  | TV Suhr          | 6   | 4 | 0 | 2 | 0180:1730 | +7    | 08:40  |
| 2.  |  | Pfadi Winterthur | 6   | 3 | 1 | 2 | 0181:1660 | +15   | 07:50  |
| 3.  |  | TV Endingen      | 6   | 2 | 1 | 3 | 0174:1810 | −7    | 05:70  |
| 4.  |  | RTV 1879 Basel   | 6   | 2 | 0 | 4 | 0163:1780 | −15   | 04:80  |

Stand: 19. Oktober 2017
| Zum Auf-/Abstiegsrundenende 2005/06: |                                                |
|                                      |                                                |
|                                      | Qualifiziert für die NLA in der Saison 2006/07 |
|                                      | NLB in der Saison 2006/07                      |

## Playoffs

### Playoff-Baum
|  | Halbfinal | Halbfinal                | Halbfinal |  |  | Final | Final                    | Final |
|  |           |                          |           |  |  |       |                          |       |
|  |           |                          |           |  |  |       |                          |       |
|  | 1         | Grasshoppers Club Zürich | 3         |  |  |       |                          |       |
|  | 4         | TSV St. Otmar St. Gallen | 1         |  |  |       |                          |       |
|  |           |                          |           |  |  | 1     | Grasshoppers Club Zürich | 1     |
|  |           |                          |           |  |  | 2     | Kadetten Schaffhausen    | 3     |
|  | 2         | Kadetten Schaffhausen    | 3         |  |  |       |                          |       |
|  | 3         | Wacker Thun              | 2         |  |  |       |                          |       |
|  |           |                          |           |  |  |       |                          |       |

### Halbfinal
Modus war Best-of-Five
|                         |   |                          | Serie | 1     | 2     | 3     | 4     | 5     |
| ----------------------- | - | ------------------------ | ----- | ----- | ----- | ----- | ----- | ----- |
| Grasshopper Club Zürich | – | TSV St. Otmar St. Gallen | 3:1   | 32:26 | 23:24 | 23:17 | 26:18 | –     |
| Kadetten Schaffhausen   | – | Wacker Thun              | 3:2   | 32:25 | 19:37 | 21:18 | 22:24 | 29:20 |

### Spiel um Platz 3/4
Hin- und Rückspiel
|             | Gesamt |                          | Hinspiel | Rückspiel |
| ----------- | ------ | ------------------------ | -------- | --------- |
| Wacker Thun | 61:56  | TSV St. Otmar St. Gallen | 29:35    | 32:21     |

### Final
Modus war Best-of-Five
|                         |   |                       | Serie | 1     | 2     | 3     | 4     | 5 |
| ----------------------- | - | --------------------- | ----- | ----- | ----- | ----- | ----- | - |
| Grasshopper Club Zürich | – | Kadetten Schaffhausen | 1:3   | 22:24 | 28:20 | 27:33 | 21:29 | – |